# Ocoelophora ochreifusca
Ocoelophora ochreifusca är en fjärilsart som beskrevs av George Francis Hampson 1896. Ocoelophora ochreifusca ingår i släktet Ocoelophora och familjen mätare. Inga underarter finns listade i Catalogue of Life.